# Scandinavian Touring Car Championship
Die Scandinavian Touring Car Championship (dt.: Skandinavische Tourenwagen-Meisterschaft, kurz STCC) ist eine Tourenwagen-Meisterschaft, die Ende 2010 aus dem Zusammenschluss der Swedish Touring Car Championship und der Danish Touringcar Championship entstand nachdem beide Meisterschaften bereits 2010 den Scandinavian Touring Car Cup ausrichteten. Sie gilt heute als Nachfolgeserie der Swedish Touring Car Championship.

## Reglement
Die Fahrzeuge, die an der Scandinavian Touring Car Championship teilnehmen, entsprachen bis 2012 dem Super-2000-Reglement der FIA.
Die Startaufstellung für das erste Rennen einer Veranstaltung wird durch ein 20-minütiges Qualifying ermittelt. Die Rennfahrer ab der neuntschnellsten Zeit gehen in der Reihenfolge ihrer Position am Ende des Qualifyings in die Startaufstellung des Rennens. Die acht schnellsten Fahrer des Qualifyings fahren anschließend die Super Pole unter sich aus. Dabei absolviert jeder der acht Rennfahrer eine einzelne Runde, wobei derjenige mit der schnellsten Zeit die Pole-Position erhält. Die Startplätze zwei bis acht erhalten die zweit- bis achtschnellsten Rennfahrer der Super Pole. An jedem Rennwochenende finden zwei Rennen mit einer Länge von maximal 20 Minuten statt. Die Startaufstellung für das erste Rennen wird durch das Qualifying und die anschließende Super Pole ermittelt. Beim zweiten Rennen starten die ersten acht Rennfahrer des ersten Rennens in umgekehrter Reihenfolge. Die Rennfahrer ab dem neunten Platz des ersten Rennens starten in der Reihenfolge ihrer Platzierung im ersten Rennen. Alle Rennen werden durch einen fliegenden Start eröffnet.
Die Punkteverteilung erfolgt nach dem Schema 25-18-15-12-10-8-6-4-2-1 für die ersten zehn Rennfahrer.
2022 gab die Swedish Touring Car Championship bekannt, ab 2023 als erste nationale Tourenwagenserie weltweit auf rein elektrisch angetriebene Wagen umzustellen. Die zuletzt benutzten TCR-Wagen und Teams wechselten in die TCR Scandinavia Serie. Aufgrund verschiedener Lieferantenengpässe entschied sich das Organisationskomitee dazu die erste elektrisierte Saison erst 2024 auszutragen. Ende der saison 2024 stieg der Vermarkter SNB Events überraschend aus der serie aus. Diese wurde daraufhin für 2025 erneut abgesagt und soll 2026 unter einem neuen Vermarktungskonzept wieder an den Start gehen.

## Ergebnisse
In den bisher ausgetragenen Meisterschaften gewannen folgende Fahrer den Meistertitel:
| Jahr | Serienname                               | Fahrer               | Fahrzeug                   | Team                           |
| ---- | ---------------------------------------- | -------------------- | -------------------------- | ------------------------------ |
| 2010 | Scandinavian Touring Car Cup             | Richard Göransson    | BMW 320si                  | WestCoast Racing               |
| 2011 | Scandinavian Touring Car Championship    | Rickard Rydell       | Chevrolet Cruze            | Chevrolet Motorsport Sweden    |
| 2012 | Scandinavian Touring Car Championship    | Johan Kristoffersson | Volkswagen Scirocco        | Volkswagen Team Biogas         |
| 2013 | STCC – Racing Elite League               | Thed Björk           | Volvo S60 TTA              | Volvo Polestar Racing          |
| 2014 | Scandinavian Touring Car Championship    | Thed Björk           | Volvo S60 TTA              | Volvo Polestar Racing          |
| 2015 | Scandinavian Touring Car Championship    | Thed Björk           | Volvo S60 TTA              | Volvo Cyan Racing              |
| 2016 | Scandinavian Touring Car Championship    | Richard Göransson    | Volvo S60 TTA              | Polestar Cyan Racing           |
| 2017 | TCR Scandinavia Touring Car Championship | Robert Dahlgren      | SEAT León TCR              | Volkswagen Dealer Team Sweden  |
| 2018 | TCR Scandinavia Touring Car Championship | Johan Kristoffersson | Volkswagen Golf GTI TCR    | SEAT Dealer Team               |
| 2019 | TCR Scandinavia Touring Car Championship | Robert Dahlgren      | CUPRA León TCR             | Brink Motorsport               |
| 2020 | TCR Scandinavia Touring Car Championship | Rob Huff             | Volkswagen Golf GTI TCR    | Lestrup Racing Team            |
| 2021 | TCR Scandinavia Touring Car Championship | Robert Dahlgren      | Cupra León Competición TCR | Cupra Dealer Team – PWR Racing |
| 2022 | TCR Scandinavia Touring Car Championship | Robert Dahlgren      | Cupra León Competición TCR | Cupra Dealer Team – PWR Racing |
| 2024 | Scandinavia Touring Car Championship     | Mikael Karlsson      | Tesla Model 3 ETCR         | Brink Motorsport               |